# Gubernia sandomierska
Gubernia sandomierska (ros. Сандомирская губерния) – jednostka administracyjna Królestwa Polskiego istniejąca w latach 1837–1844. 
Nazwy guberni wzięte zostały od miast gubernialnych, z wyjątkiem guberni augustowskiej oraz sandomierskiej, w której Rząd Gubernialny mieścił się w Radomiu.
Gubernia powstała w 1837 r., w wyniku przekształcenia województwa sandomierskiego ze stolicą w Radomiu. Obszar guberni sandomierskiej był identyczny z obszarem województwa sandomierskiego. Zbliżony był także podział na jednostki administracyjne niższego szczebla, z tym, że dotychczasowe obwody przemianowano na powiaty (opatowski, opoczyński, radomski i sandomierski). W 1844 do guberni sandomierskiej włączono gubernię kielecką, co dało początek guberni radomskiej.
Herb guberni w latach 1837–1844 był praktycznie identyczny z herbem dawnego województwa. Po wcieleniu do guberni radomskiej nowy herb tej guberni w latach 1845–1869 składał się z połączonych herbów województw sandomierskiego i krakowskiego.